# Париж любой ценой
«Париж любой ценой» (фр. Paris à tout prix; англ. Paris or Perish) — комедийный фильм 2013 года, ставший дебютом в режиссуре для комической актрисы Рем Кериси, исполнившей в нём главную роль.

## Сюжет
Рождённая в Марокко, молодой стажирующийся дизайнер дома моды Майя вот уже 20 лет живёт в Париже и полностью интегрировалась во французскую жизнь. У неё есть близкие друзья Александра и Фирмин, а на работе она конкурирует за постоянное рабочее место с дизайнером Эммой. Однажды вечером, полицейский останавливает Майю за нарушение правил дорожного движения, и обнаруживает, что её вид на жительство истёк. После этого Майю высылают из Франции в течение 24 часов, несмотря на помощь адвоката, ранее пытавшегося её соблазнить.
Вернувшись в Марокко, Майя не находит радости: семья обвиняет её за то, что она не показывалась в течение многих лет, отец отвергает её за обвинения в том, что не сообщил о смерти её матери, а брат с издёвкой подшучивает над ней. Тем не менее, она продолжает готовиться к модному показу с помощью своей бабушки, вдохновившись одеждой туарегов, и встречает Мехди, друга своего брата. Перепробовав все возможные средства вернуться в Париж, включая обращение к контрабандистам или попытку подкупить консула Франции, у неё возникает идея притвориться женой брата.
Майя успешно возвращается в Париж. С помощью своих друзей и наряда, который создала дома, получает работу.
Спустя год показывают главную героиню, которая встречается с Мехди и уезжает в отпуск в Марокко.

## В ролях
| Актёр                  | Роль                     |
| ---------------------- | ------------------------ |
| Рем Кериси             | Майя                     |
| Сесиль Кассель         | Александра               |
| Тарек Будали           | Тарек                    |
| Филипп Лашо            | Фирмин                   |
| Ширли Буске            | Эмма                     |
| Салим Кешьюш           | Мехди                    |
| Стефан Руссо           | Николас                  |
| Жозефин Дрэй           | Марин                    |
| Мохаммед Бастауи       | отец Майи                |
| Фатима Наджи           | бабушка Майи             |
| Надя Кунда             | Джалиля                  |
| Жюльен Аррути          | Лукас                    |
| Сибил Бак              | Виктория                 |
| Пом Клементьефф        | Джесс                    |
| Фредерик Шо            | мистер Чан               |
| Эрве Роже              | полицейский              |
| Тони Сен Лорен         | Сандро                   |
| Паскаль Буассон        | охранник дома моды       |
| Франсуа-Ксавье Демезон | адвокат                  |
| Флоренс Форести        | Джиджи                   |
| Лионель Астье          | консул Франции в Марокко |

## Прокат
В 280 кинотеатрах Франции фильм вышел 17 июля 2013 года. После начала показов, Рем Кериси рассказала, как к ней пришла идея фильма: «Я была в аэропорту Туниса, мой отец — тунисец, и в тот день мне было очень плохо, потому что я думала, что украли мою сумку. Я кричала направо и налево, и сказала: „Слава Богу, я не живу здесь!“. И тогда мне пришло в голову: что произойдет, если в одночасье меня привезут жить в страну, не являющуюся родной?». Кроме Франции, фильм был показан в 50-ти странах мира с помощью компании «Gaumont», в том числе в Канаде. В январе 2014 года фильм был показан на Международном кинофестивале в Палм-Спрингс в США, а также на Кливлендском международном кинофестивале.

## Критика
Т’Ша Данлеви из «Montreal Gazette» отметил, что «Рем Кериси несёт много новинок в „Париже любой ценой“. Легкая комедия о столкновении культур не только её режиссёрский дебют, это также дебют в качестве сценариста и её первая главная роль в качестве актрисы». Димитри Керамитас из «Bonjour Paris» сказал, что «эта дерзкая комедия создаёт хороший коктейль из сладких и кислых эмоций. Она оставляет вас со здоровой дозой скептицизма к иммиграционной политике независимо от страны, презрением к рабству моды, и напоминанием о суете семейной жизни. В то же время она заставляет вас хотеть проверить модную сцену в Париже (если вы можете пройти привратников), и посетить Марокко. И она, безусловно, делает так, чтобы вы захотели увидеть следующий фильм с Рем Кериси».
Евгений Ухов из «Empire» сказал, что «„Париж любой ценой“ — это ещё и очень актуальный фильм о судьбе мигрантов. Актуальный как для Франции, так и для России», но без нравоучений «о том, что „в гостях хорошо, а дома лучше“, что „где родился, там и пригодился“ и тому подобными отговорками лентяев, в век мобильности, социальных сетей, свободного передвижения по миру забивать этим голову зрителя неразумно», особо отметив роль Рем Кериси как режиссёра, сценариста и актрисы, которой «простительна чуть неровная история, изобилующая лишними персонажами, легкая аморальность (героиня добивается возвращения во Францию, серьёзно преступая закон) и девичья легкомысленность во многих эпизодах. Но как высказывание на сложную тему отцов и детей, коренных и приезжих, городских и деревенских её картина выглядит довольно внушительно. Она рассказана понятным молодежи языком, и это её главное достоинство наряду с тем простым фактом, что картина ещё и по-хорошему смешная». Милослав Чемоданов из «The Village» заметил, что Кериси «подшучивает и над нецивилизованным Марокко с его сельским антуражем и укладом, и над расфуфыренным Парижем с чересчур чувствительными мужчинами и беспринципными карьеристками. А больше всего она подтрунивает над своей героиней, которая вышагивает на шпильках по просёлочным дорогам, шарахается от каждой курицы и вообще с регулярностью выставляет себя дурой — во многом поэтому ленту с удовольствием могут смотреть не только девушки, но и их спутники. Непростая тема противостояния Запада и Востока здесь подана как незамысловатая и беззлобная шутка — оно и забавно, и поучительно: героиня неизбежно приходит к выводу, что лучше для неё находиться где-то посередине». Татьяна Алешичева из «Коммерсантъ Weekend» сказала, что «комедия, поначалу довольно беззубо высмеивающая мир высокой моды в духе эталонной сатиры „Дьявол носит Prada“, вдруг обращается в назидательную историю о хипстерше-космополитке, которая пренебрегает собственным происхождением и простой истиной „чтобы стоять, я должен держаться корней“. Немного гламура, чуть-чуть экзотики — а на выходе пестренькая и ужасно политкорректная сказка с воспитательным посылом».

## Саундтрек
Официальный саундтрек к фильму из композиций разных авторов и новых сочинений композитора Лорана Акнена был выпущен 15 июля 2013 года:
| №   | Название                                             | Длительность |
| --- | ---------------------------------------------------- | ------------ |
| 1.  | «Nocturne No. 8 in D-Flat Major, Op.27 No. 2»        | 5:49         |
| 2.  | «It Don't Mean a Thing (If It Ain't Got That Swing)» | 4:26         |
| 3.  | «Bitch»                                              | 3:22         |
| 4.  | «Back to the Reality»                                | 1:43         |
| 5.  | «Sougue Bechouiya»                                   | 2:30         |
| 6.  | «Lonely»                                             | 4:01         |
| 7.  | «Sunny Tango»                                        | 1:46         |
| 8.  | «Disillusion»                                        | 2:44         |
| 9.  | «Creepy Time»                                        | 1:37         |
| 10. | «Maya's Dream»                                       | 0:57         |
| 11. | «The Bad in Each Other»                              | 4:40         |
| 12. | «Revelation»                                         | 2:30         |
| 13. | «Lighthouse»                                         | 4:45         |
| 14. | «Running»                                            | 3:08         |
| 15. | «Glory Ending»                                       | 1:00         |
| 16. | «Holidays»                                           | 3:53         |